# Мійо (віконтство)
Віконтство Мійо (фр. Vicomté de Millau) — феодальне володіння на півдні Франції, що розташовувалося на території графства Руерґ і згодом об'єдналося з графством Родез, правителі якого спочатку використовували титул віконтів Мійо.

## Історія
Бернар I, імовірно віконт Руерґа, передав свої володіння в 920/932 році єдиному синові Бернару II (895–936), старший син якого, Беренгер I, став першим віконтом Мійо, тоді як молодший син, Бернар III (пом. після 937), став віконтом Жеводану і засновником Жеводанського гілки дому Мійо.
Спадкоємцем Беренгера I був Рішар I (пом. бл. 28 липня 1013/1023). Син останнього Рішар II (пом. 1050) і його нащадки згадуються також як віконти Жеводана, хоча в той час там правив віконт Бернар III, а потім його нащадки. Ймовірно, віконти Мійо правили лише частиною віконтства Жеводан.
Син Рішара II Беренгер II (пом. 1080/5 січня 1097) був одружений з Аделою, віконтесою Карлата. Через неї старший син Беренгера, Жільбер, став віконтом частини Карлата; він також був віконтом Мійо і графом Жеводана. Він був одружений з Гербергою, графинею Прованса, і подальші спадкоємці Жільбера носили цей титул, проте вони не отримали права на віконтство Мійо.
Інший син Беренгера II, Рішар III, незалежно від брата Жільбера мав віконтство Мійо. Він був призначений Раймунд де Сен-Жилем віконтом Родеза і згодом оголосив себе графом Родеза. Його нащадки носили титули «Віконт Мійо» та «граф Родеза».

## Список віконтів Мійо
Дім де Мійо (до грудня 937 — до 1135)
- ? -? : Беренгер I (пом. після 937), віконт Мійо і Родеза
- ? - 1013 / 1023 : Рішар I (пом. прибл. 28 липня 1013 / 1023), віконт Мійо і Родеза: дружина — Синегонда, дочка Гільйома II, віконт Безьє
- 1013 / 1023–1050: Рішар II (пом. 1050), віконт Мійо і Родеза з 1023, син попереднього: дружина — Ріхільда, дочка Беренгара, віконта Нарбонни
- 1050 — 1080 / 1097: Беренгер II, віконт Мійо та Родеза з 1050, син попереднього: дружина — Адела, дочка Гілберта III, віконт Карлата
- 1080 / 1097–1110 / 1112: Жильбер (уб. 1110 / 1112), віконт Жеводана, граф Жеводана, віконт Мійо, Родеза, Лодева й Карлата, син попереднього: дружина — Герберга, графиня Провансу
- 1080 / 1097 -до 1135: Рішар III (пом. до 1135), віконт Мійо, граф Родеза, брат попереднього
- Про подальші віконти Мійо див. список графів Родеза